# Bet Dagan
Bet Dagan (hebr.: בית דגן) – samorząd lokalny położony w Dystrykcie Centralnym, w Izraelu.
Leży przy moszawie Miszmar ha-Sziwa, na południowy zachód od międzynarodowego portu lotniczego im. Ben-Guriona.

## Historia
Wykopaliska archeologiczne wskazują, że około VI wieku p.n.e. istniała tutaj osada mieszkalna, z położonym w części zachodniej ośrodkiem rzemieślniczym. Odkryto między innymi kamienny mur oraz liczne monety i ceramikę.
Podczas Wojny o Niepodległość w 1948 doszło w tym rejonie do ciężkich walk izraelsko-arabskich. Wynikało to ze strategicznego położenia na skrzyżowaniu starej głównej drogi z Tel Awiwu do Jerozolimy z drogą prowadzącą do Rechowot na południu. Z tego okresu pochodzi zachowany fort brytyjskiej policji z czasów Mandatu Palestyny (obecnie wykorzystywany przez policję autostradową).
Współczesna osada została założona w 1948 przez żydowskich imigrantów z Północnej Afryki. Strategiczne znaczenie tego miejsca zmalało po wybudowaniu nowych dróg nr 1 do Jerozolimy i nr 4 na południe. W 1953 miejscowość otrzymała status samorządu lokalnego.

## Demografia
Miejscowość posiada następujące osiedla: Neve Hadarim, Newe Ganim, Bnei Bitkha i Nekudat Hen. Zgodnie z danymi Izraelskiego Centrum Danych Statystycznych w 2008 roku w mieście żyło 6,2 tys. mieszkańców, wszyscy Żydzi.
Populacja miasta pod względem wieku:
| Wiek (w latach) | Procent populacji w % |
| --------------- | --------------------- |
| 0-4             | 8,9%                  |
| 5-9             | 9,7%                  |
| 10-14           | 10,1%                 |
| 15-19           | 7,3%                  |
| 20-29           | 13,5%                 |
| 30-44           | 22,1%                 |
| 45-59           | 18,0%                 |
| ponad 60        | 10,5%                 |

Źródło danych: Central Bureau of Statistics.

## Edukacja i nauka
W Bet Dagan znajduje się główny ośrodek Organizacji Rozwoju Rolnictwa (ang. Agriculture Research Organization - ARO), która jest ramieniem Ministerstwa Rolnictwa i odpowiada za większość badań rolniczych prowadzonych w Izraelu. W Bet Dagan umiejscowiono stały kampus badawczy Volcani Center, który posiada światową renomę jako ośrodek naukowy pracujący na rzecz rozwoju rolnictwa. Dodatkowo znajduje się tutaj International Irrigation Information Center oraz Instytut Weterynaryjny Kimron.
Przy miejscowości znajduje się także Centralny Instytut Meteorologiczny, którego otwarcie miało miejsce w 1962.

## Sport
W północnej części miasteczka znajduje się boisko do piłki nożnej, wykorzystywane przez młodzieżowe sekcje sportowe.

## Komunikacja

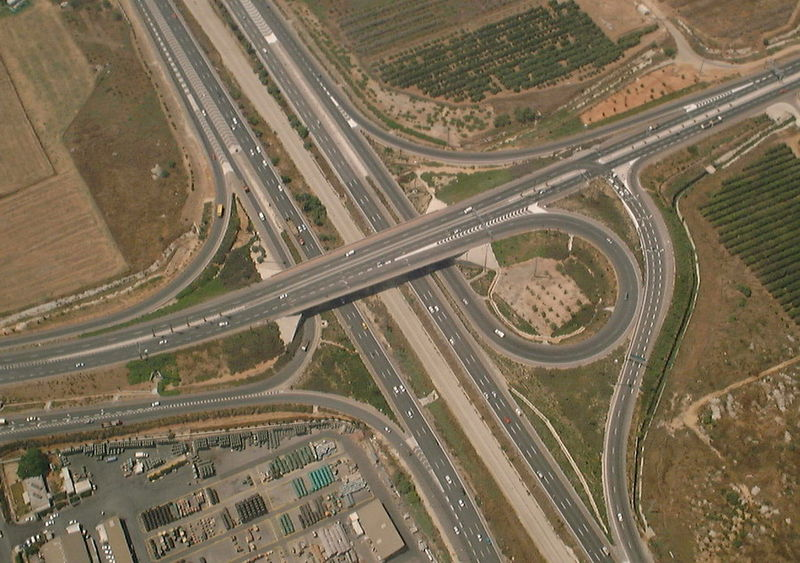
Węzeł drogowy na Autostradzie nr 1 przy Bet Dagan

Na północ od miasteczka znajduje się duży węzeł drogowy autostrady nr 1  (Tel Awiw-Jerozolima) z drogą nr 412 . Z miasteczka istnieje możliwość bezpośredniego wjazdu na autostradę nr 1 i drogę nr 412.
W południowo-zachodnim narożniku miejscowości znajduje się węzeł drogowy drogi ekspresowej nr 44  (Holon-Eszta’ol) z drogą nr 412.